# 161230 Martinbachacek
161230 Martinbachacek este o planetă minoră (asteroid) din centura de asteroizi. A fost descoperită pe 13 decembrie 2002 la Observatorul Kleť de KLENOT⁠(d) și a fost numită după Martin Bacháček z Nouměřic⁠(d). 
Obiectul prezintă o orbită caracterizată de o semiaxă mare de 2,4036394663087 UAi, o excentricitate de 0,24141179956468, o înclinație de 3,0571747922027 ° în raport cu ecliptica.